# Lista över Färöarnas hälsoministrar
Hälsoministeren (färöiska: landsstýrismaðurin í heilsumálum) är sidan 1968 en ministerpost i Färöarnas lagting. Hälsofrågor har i hög grad behandlats som socialfrågor när departementstrukturen bestämdes, men utskildes som eget departement 2008. Ställningen har sedan starten varit dominerad av vänsterorienterade ministrar, och har flera gånger givits till partier som varit kortvariga inom den färöiska politiken. 
| Period    | Namn                  | Parti                     | Departement                                                     |
| --------- | --------------------- | ------------------------- | --------------------------------------------------------------- |
| 1968–1970 | Jacob Lindenskov      | Javnaðarflokkurin         | Hälso-, social- och industridepartementet                       |
| 1975–1979 | Jacob Lindenskov      | Javnaðarflokkurin         | Hälso-, social-, industri- och justitiedepartementet            |
| 1979–1981 | Vilhelm Johannesen    | Javnaðarflokkurin         | Hälso-, social-, industri- och justitiedepartementet            |
| 1981–1985 | Páll Vang             | Fólkaflokkurin            | Jordbruks-, hälso-, samhälls- och justitiedepartementet         |
| 1985–1989 | Jógvan Durhuus        | Tjóðveldisflokkurin       | Jordbruks-, skol- och hälsodepartementet                        |
| 1989      | Tordur Niclasen       | Kristiligi Fólkaflokkurin | Social- och hälsodepartementet                                  |
| 1989–1991 | Olaf Olsen            | Fólkaflokkurin            | Industri-, hälso- och jordbruksdepartementet                    |
| 1991–1994 | Jóannes Eidesgaard    | Javnaðarflokkurin         | Social-, hälso- och arbetsdepartementet                         |
| 1994–1996 | Andrias Petersen      | Javnaðarflokkurin         | Social- och hälsodepartementet                                  |
| 1996      | Axel H. Nolsøe        | Verkamannafylkingin       | Social-, hälso-, arbets-, trygghets-, och justitiedepartementet |
| 1996–1998 | Kristian Magnussen    | Verkamannafylkingin       | Social-, hälso-, arbets-, trygghets-, och justitiedepartementet |
| 1998      | Óli Jacobsen          | Verkamannafylkingin       | Social-, hälso-, arbets-, trygghets-, och justitiedepartementet |
| 1998–2001 | Helena Dam á Neystabø | Sjálvstýrisflokkurin      | Social- och hälsodepartementet                                  |
| 2001–2002 | Sámal Petur í Grund   | Sjálvstýrisflokkurin      | Social- och hälsodepartementet                                  |
| 2002–2004 | Bill Justinussen      | Miðflokkurin              | Familj- och hälsodepartementet                                  |
| 2004–2009 | Hans Pauli Strøm      | Javnaðarflokkurin         | Hälsodepartementet                                              |
| 2009–2011 | Aksel V. Johannesen   | Javnaðarflokkurin         | Hälsodepartementet                                              |
| 2011      | John Johannessen      | Javnaðarflokkurin         | Hälsodepartementet                                              |
| 2011–     | Karsten Hansen        | Miðflokkurin              | Hälsodepartementet                                              |